# Wilmot River (Forth River)
Der Wilmot River ist ein Fluss im Nordwesten des australischen Bundesstaates Tasmanien.

## Geografie

### Flusslauf
Der etwas mehr als 40 Kilometer lange Wilmot River entsteht im Lake Gairdner nördlich des Cradle-Mountain-Lake-St.-Clair-Nationalparks, rund 38 Kilometer südwestlich von Devonport, aus dem Iris River und dem River Lea. Von dort fließt er nach Nordosten und mündet ungefähr vier Kilometer südwestlich der Siedlung Paloona in den Forth River.

### Nebenflüsse mit Mündungshöhen
Folgende Nebenflüsse fließen dem Wilmot River zu:
- River Lea – 470 m
- Iris River – 470 m
- Castra Rivulet – 142 m

### Durchflossene Stauseen
Folgende Stauseen werden durchflossen:
- Lake Gairdner – 470 m